# Pueblo argoba
El pueblo argoba (o argobba) es un grupo étnico musulmán que encuentra diseminado a través de aldeas aisladas y ciudades del noreste y el este de Etiopía. Históricamente, los argoba se han distinguido como pueblo de comerciantes y mercaderes, adaptándose a las tendencias económicas del área de residencia. Lo cual ha dado lugar a la disminución del número de hablantes de lengua argoba.
Es posible encontrar importantes comunidades argobas en la región Afar, la región Amhara y la región Oromía, y a lo largo del valle del Rift. Entre ellas se incluyen Yimlawo, Gusa, Shonke, Berehet, Khayr Amba, Melkajillo, Metehara, Shewa Robit, y las aldeas rurales que las rodean.